# 진뉴구

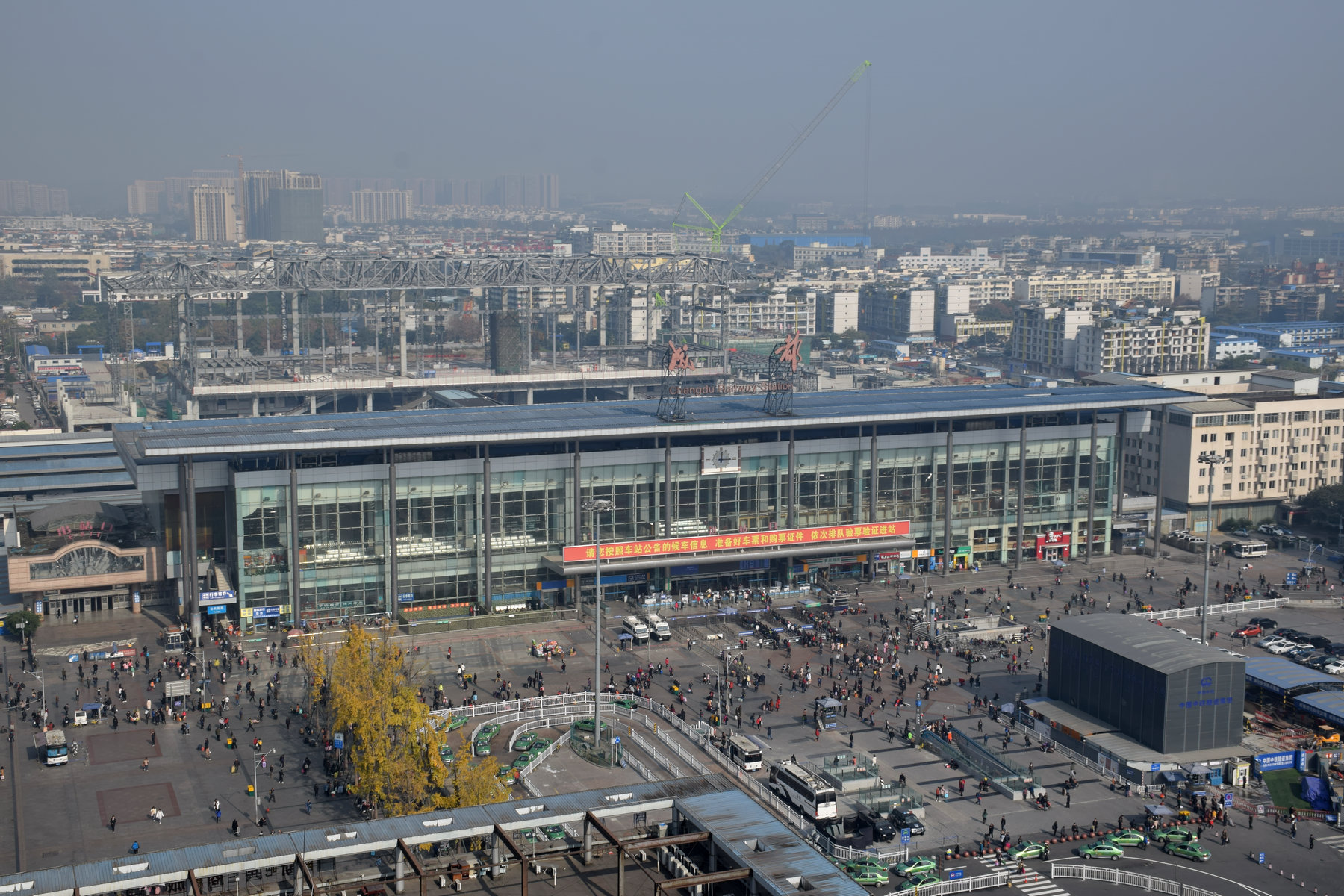

진뉴구(한국어: 금우구, 중국어: 金牛区, 병음: Jīnniú Qū)는 중화인민공화국 쓰촨성 청두시의 현급 행정구역이다. 넓이는 108km2이고, 인구는 2007년 기준으로 700,000명이다.

## 기후
연평균 기온은 16.2°C이고 연평균 강수량은 965mm이다.

## 행정 구역
15개 가도를 관할한다.
- 가도: 西安路街道, 西华街道, 人民北路街道, 荷花池街道, 驷马桥街道, 茶店子街道, 抚琴街道, 九里堤街道, 五块石街道, 黄忠街道, 营门口街道, 金泉街道, 沙河源街道, 天回镇街道, 凤凰山街道.